# Base Družnaja 4
La base Družnaja 4 (in russo База Дружная-4) è una base antartica estiva russa (precedentemente sovietica) localizzata nella costa Ingrid Christensen, Terra della principessa Elisabetta (Territorio Antartico Australiano).
Localizzata ad una latitudine di 69°44′ sud e ad una longitudine di 73°42′ est in una zona libera dai ghiacci ad un'altitudine di 20 metri.
La base è stata inaugurata il 18 gennaio del 1987 ed ha operato con continuità.
La popolazione estiva è di 50 abitanti, che si occupano principalmente di cartografia, geomagnetismo e sismologia.